# Josef Bergler
Pour les articles homonymes, voir Bergler.
Josef Bergler (né en 1753 et mort en 1829) est un peintre et graveur autrichien originaire de Salzbourg.
Remarqué dès sa formation, Bergler obtient rapidement un mécène et la médaille d'or de l'Académie de Parme pour son tableau Samson prisonnier des Philistins. Il passe six ans en Italie où il répond à de nombreuses commandes, notamment pour des retables et des autels.
Il vit quatorze ans à Passau, où il est peintre de cour et continue de produire des retables, des maîtres-autels, des tableaux de cabinet, ainsi que de grands tableaux destinés à des monastères et des églises.
Au tournant du XIXe siècle, Bergler participe à la création de l'Académie des beaux-arts de Prague dont il est le premier directeur et un professeur influent.

## Biographie

### Jeunesse et formation
Josef Bergler naît à Salzbourg le 1er mai 1753. Il est le fils du sculpteur Joseph Bergler l'Ancien (en) (1718–1788),.
Celui-ci donne à son fils ses premières leçons de dessin et de peinture. Son talent s'exprime assez rapidement et le cardinal prince-évêque de Passau, le comte Firmian, envoie le jeune artiste faire son Grand Tour en Italie,,,.
En 1776, Josef Bergler se rend à Milan, où le frère de son bienfaiteur, le comte Karl Firmian, devient son nouveau mécène. Il lui trouve un « excellent professeur » en la personne du fresquiste tyrolien Martin Knoller (1725-1804), auprès de qui Bergler s'exerce avec assiduité au dessin d'après nature et en copiant des œuvres classiques,. Sous sa direction, Bergler peint beaucoup, notamment a fresco, et progresse vite, au point que l'on a confondu l'un de ses tableaux, L'Infanticide (d'après Raphaël, une commande que Knoller lui a confiée) avec le propre travail de Knoller. Bergler se lie d'amitié avec le sculpteur autrichien Joseph Mattersberger (1752-1825), une amitié qui dure jusqu'à la mort de ce dernier,.
En 1781, Josef Bergler part à Rome. Avant de s'y installer, il séjourne à Parme, Bologne et Florence pour dessiner d'après les œuvres qui y sont conservées. À Rome il doit, selon la coutume, choisir un protecteur parmi les artistes ; le choix se porte sur le gendre de Anton Raphael Mengs, le chevalier Anton von Maron (1731-1808),.

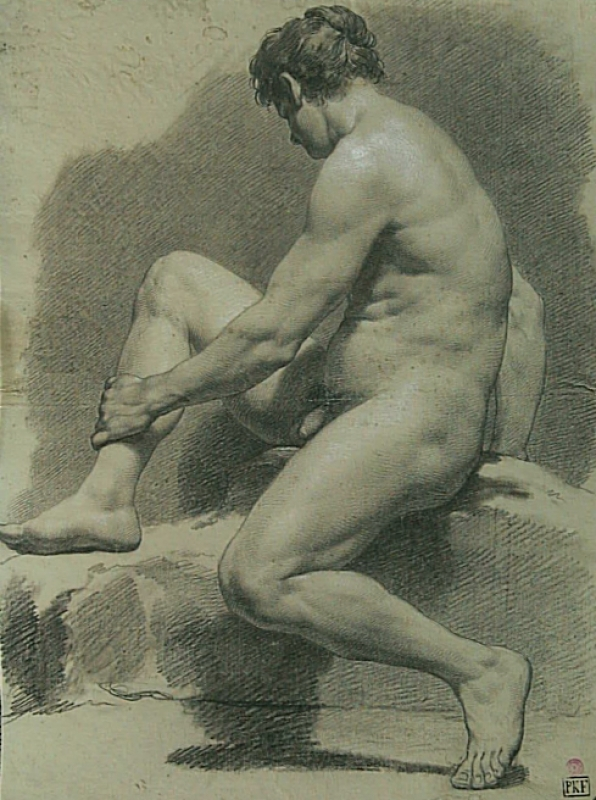
Homme nu assis, dessin (1780, Fond Karáskova galerie PNP).

Bien intégré dans un cercle d'artistes qui compte des noms tels que Jacques-Louis David, Jacob Philipp Hackert, William Hamilton, Michael Wutky, Antonio Canova et Angelica Kauffmann, Bergler développe son style. D'autres artistes, comme Franz Andreas Bauer, Franz Caucig, Heinrich Friedrich Füger, Franz Anton von Zauner, Johann Wenzel Peter ou encore Joseph Schöpf (de) sont ses principaux compagnons d'apprentissage,.
Josef Bergler commence ses études supérieures et se familiarise avec le caractère artistique des plus grands maîtres en copiant, sur les conseils de Maron, les célèbres fresques du Dominiquin dans l'église Sant'Andrea della Valle et les chefs-d'œuvre de Raphaël dans les Loges de Raphaël. Il peint aussi beaucoup d'après nature et d'après d'autres artistes jusqu'à remporter, en 1784, le prix de l'Académie de Parme, une médaille d'or de 50 ducats, avec le tableau Samson prisonnier des Philistins. Il est très apprécié pour l'organisation des figures dans sa composition ; « Si le groupe de Dalila et des princes philistins était, par quelque objet léger, un peu plus en rapport avec celui de Samson enchaîné, le tableau de Bergler pourrait côtoyer les peintures les plus célèbres », commente le secrétaire de l'Académie dans le rapport de la remise du prix,,.

### Carrière

#### Première période faste, à Rome

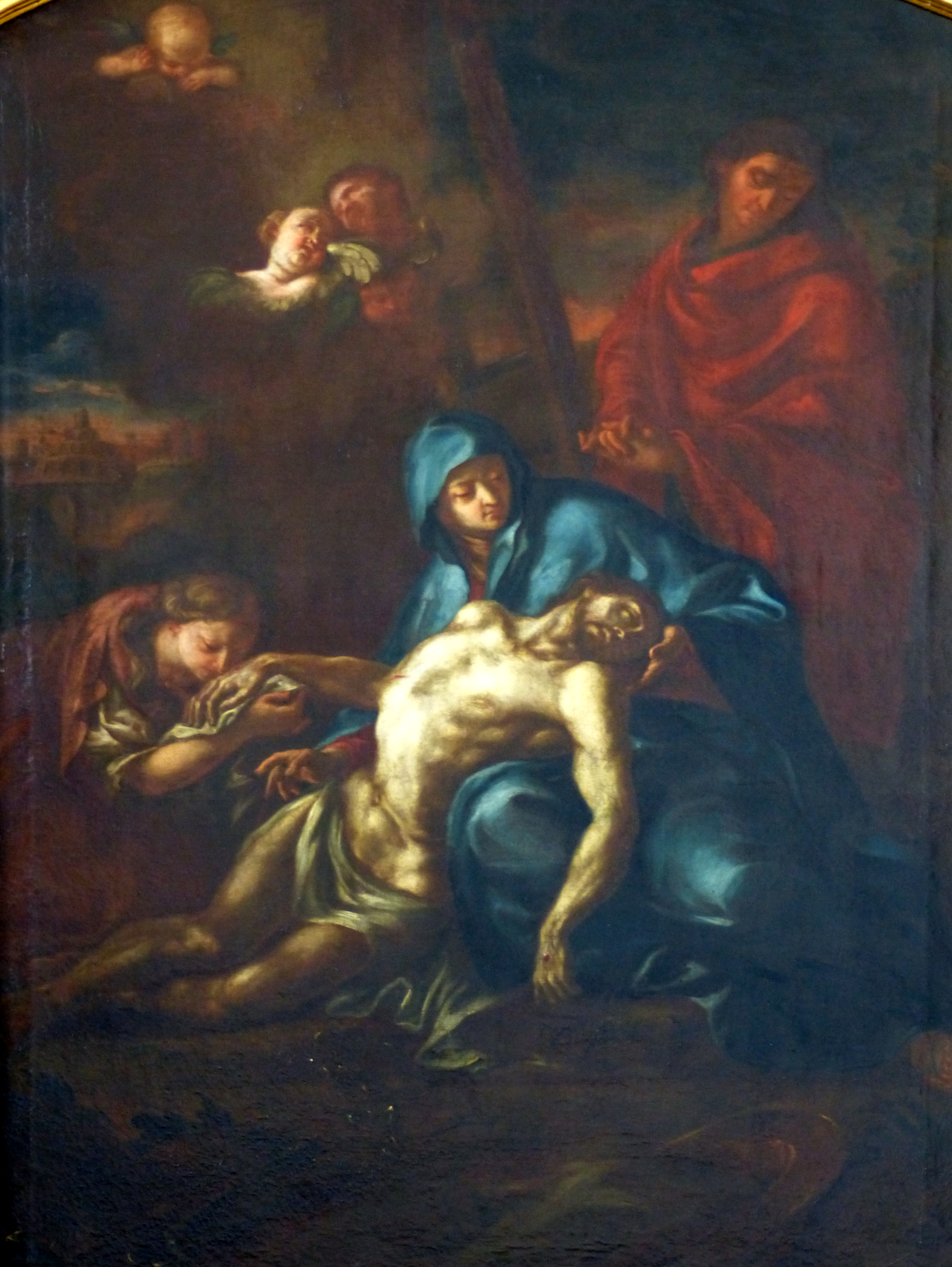
Autel des Lamentations du Christ, aujourd'hui à l'église de pèlerins Mariahilf de Passau (1774).

Joseph Bergler reçoit dès lors de nombreuses commandes et son séjour de six ans à Rome constitue sa première période de création artistique. Il peint principalement des pièces destinées à des églises, notamment le retable La libération de saint Pierre du cachot par l'ange et une grande chapelle peinte a fresco et un autel pour le monastère de Marino. Il peint aussi plusieurs portraits d'amis et de connaissances,.
Au pays, ses parents, âgés, ont besoin de lui : Josef Bergler est appelé à reprendre l'atelier de son père mourant. Ajoutés à cela la situation de la cour dont il est pensionnaire et son mal du pays, Josef Bergler décide de quitter Rome en 1786, malgré six très bonnes années dans la ville éternelle,.

#### Retour au pays et carrière à Passau
À Passau, dans la Principauté épiscopale de Passau, Josef Bergler essaie d'entrer au service du comte Auersperg comme avec son prédécesseur, mais il refuse. Cependant, après quelques difficultés, Bergler parvient à se faire connaître grâce à ses tableaux ramenés d'Italie et renoue avec le succès. Au point que finalement, le comte Auersperg en fait son peintre de cabinet et que son successeur, le comte Thun, le nomme « duc de cour » en 1795,.
Cette deuxième période artistique est ponctuée de nombreux tableaux commandés par les comtes : des retables, des maîtres-autels, des tableaux de cabinet, ainsi que de grands tableaux destinés à des monastères et des églises,.
Josef Bergler reste quatorze ans à Passau, jusqu'en 1800, un an après avoir épousé en 1799 Franziskou Hilarií Wello. Une école d'art est fondée à Prague par une société d'amateurs d'art, et il est appelé pour réaliser son aménagement. À cette fin, le comte Thun, qui est toujours son mécène, lui accorde un congé de six ans avec maintien de ses appointements, au bout desquels il serait libre de revenir ou pas,.

#### Carrière à Prague

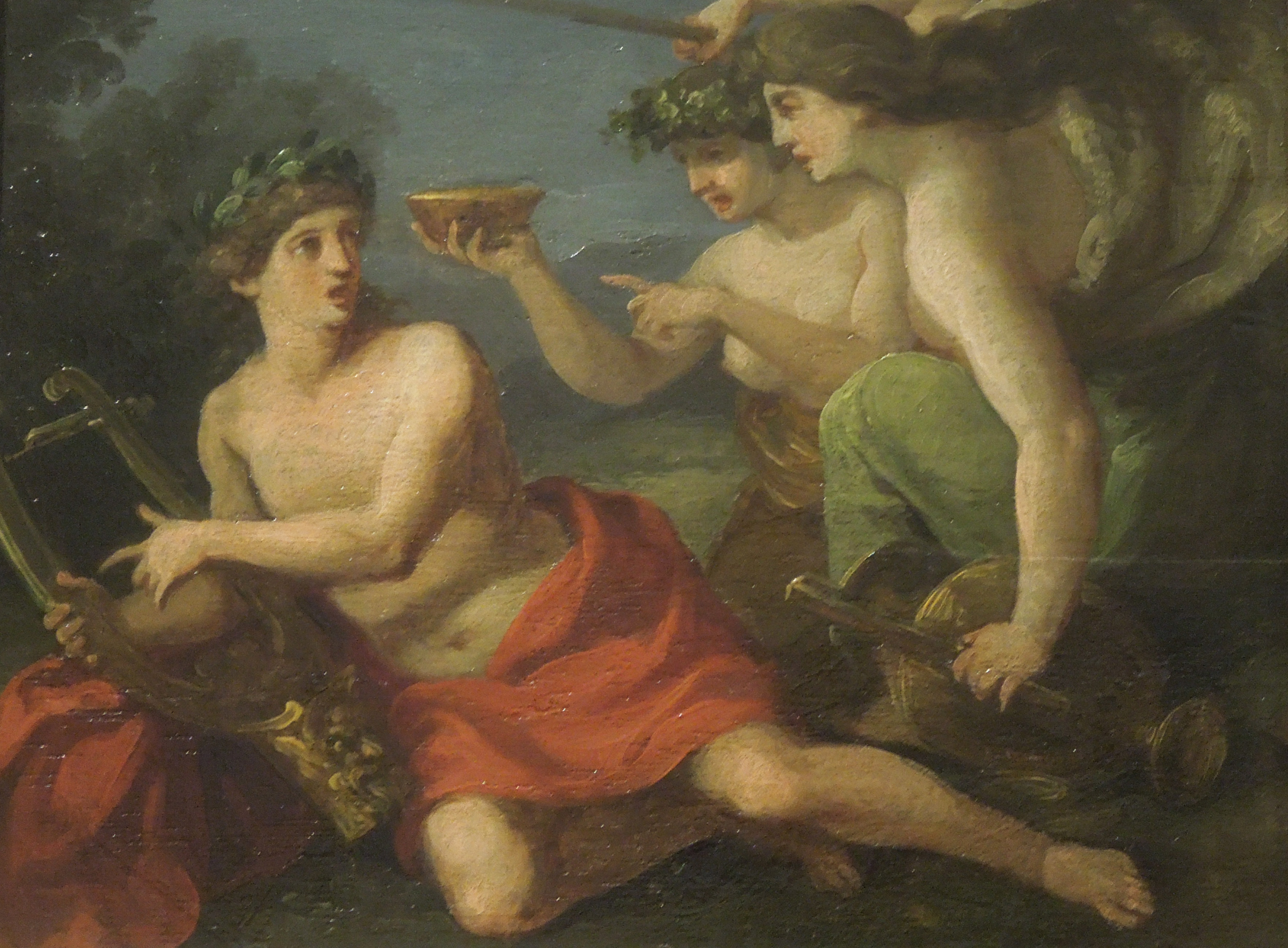
Orphée et Ménades (huile sur toile, après 1800).

Une fois rendu à Prague, Josef Bergler devient directeur de l'Académie des amis patriotiques des arts, qui deviendra l'Académie des beaux-arts de Prague. Il demeure 29 ans dans la capitale du royaume de Bohême pendant lesquels son travail a une influence considérable sur la scène artistique tchèque. Dans le premier tiers du XIXe siècle, Bergler fait partie des artistes les plus respectés et est proche de l'aristocratie tchèque.
L'enseignement prodigué dans l'Académie s'appuie sur le classicisme et le dessin tout en se caractérisant à la fois par l'académisme et l'éclectisme. Bergler forme de nombreux artistes, auxquels il demande de copier les sculptures classiques et ses propres dessins qu'il a exécutés lors de son séjour en Italie. Il compte parmi eux les Autrichiens Joseph von Führich et Friedrich von Amerling, les Tchèques Karl Würbs, Václav Mánes et Johann Gruss (cs), notamment.
Bergler travaille à promouvoir l'art dans le royaume en organisant des expositions annuelles et en régulant le marché de l'art au sein de l'Académie. Les artistes étrangers de visite à Prague le rencontrent et admirent ses œuvres et celles de ses élèves, contribuant à faire compter la Bohême dans le monde de l'art de l'époque,,.
Cette troisième et dernière période artistique, la plus longue, compte de nombreux tableaux, retables et autels destinés à des églises de Prague et de Bohême.
L'un de ses ouvrages les plus importants est son cycle entier de l'histoire de la Bohême, avec notamment trois grandes peintures à l'huile et 70 dessins,.
Bergler est aussi le portraitiste de la haute noblesse de Bohême : Auersperg, Clam-Gallas, Clary-Aldringen, Czernin, Kinsky, Lobkowitz, Sternberg-Manderscheid, Schönborn, Clam-Martiniz, etc..

### Dernières années

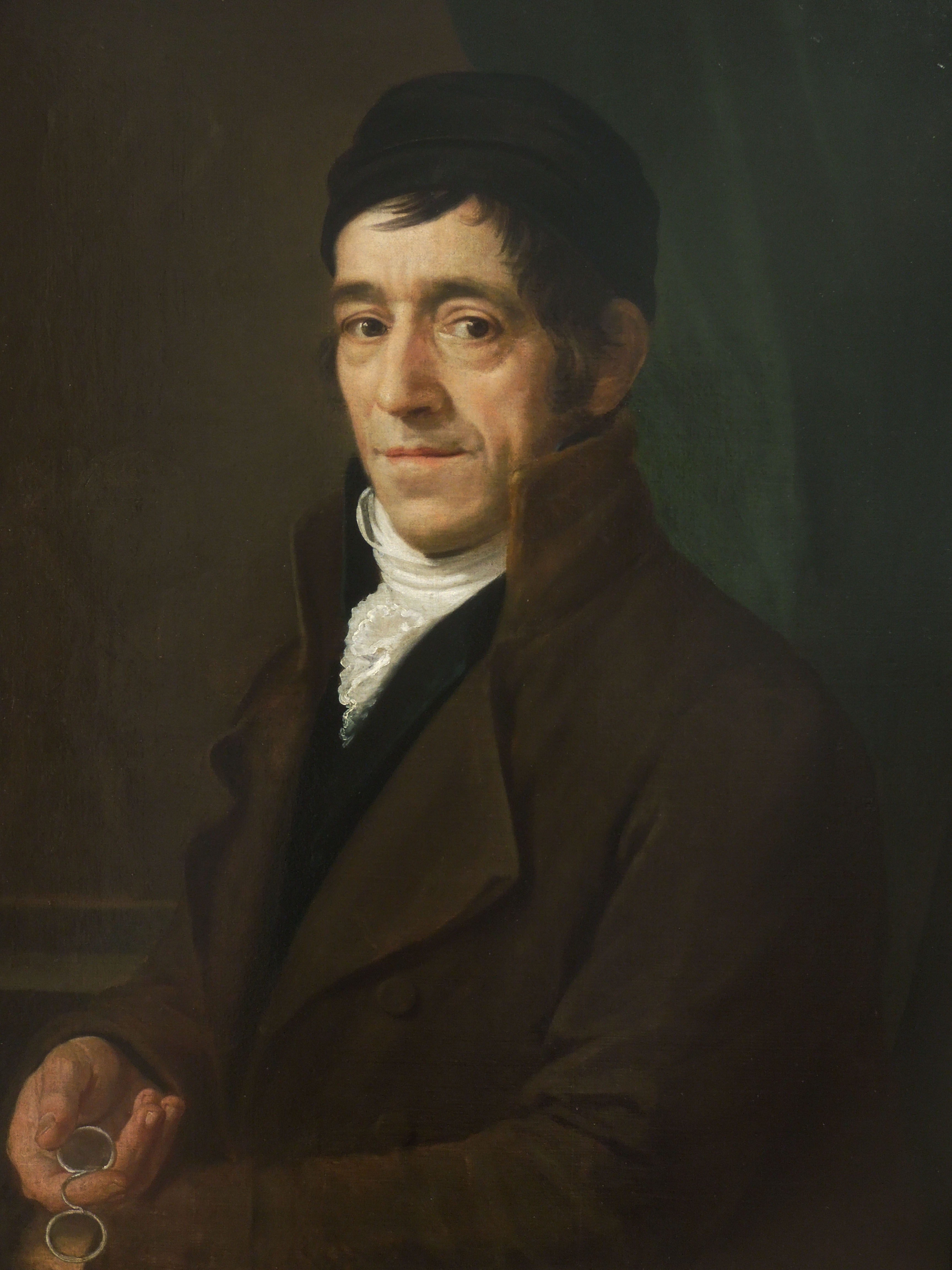
Portrait de Josef Bergler, de Franz Nadorp (1824, Galerie nationale de Prague).

Les dernières années de Josef Bergler sont longues et douloureuses, l'artiste se trouvant souvent malade depuis 1822,.
Josef Bergler meurt à Prague le 25 juin 1829,,. L'avis de décès de la Gesellschaft patriotischer Kunstfreunde (Société des amis des arts patriotiques) le qualifie d'« excellent par son action et sa bienfaisance ». Il est enterré au cimetière d'Olšany.
Sa sœur, son élève préféré František Kristian Waldherr (cs), qu'il avait emmené avec lui de Passau, son mécène le comte Franz von Sternberg-Manderscheid, le magistrat Schütz et un certain Monsieur Prachner héritent de ses œuvres ainsi que celles qu'il avait collectionnées.

## Œuvre

### Accueil critique
Dans Winckelmann und sein Jahrhundert (1805), Johann Wolfgang von Goethe évoque Bergler en ces termes : « À côté de ces artistes (Füger, Böttner (de) et autres), un Tyrolien du nom de Bergler était connu comme un jeune artiste habile. Son travail a été récompensé par un grand prix lors du concours libre annuel organisé par l'Académie de Parme. Il possède, en plus d'une grande habileté du pinceau, une couleur vive et fleurie, mais il sait rarement s'accommoder du dessin de manière heureuse et impeccable,. »
Georg Kaspar Nagler rappelle en 1835 que ce jugement a été rectifié par « les connaisseurs d'art les plus avisés et les membres les plus actifs de la société en question », qui mettent au contraire en avant la « justesse très scolaire du dessin, même pour ses sujets les plus audacieux ». Il cite notamment l'historien de l'art tchèque Jan Rittersberg (cs) (1823), qui réfute les inexactitudes et les incomplétudes que contiennent sur Bergler les dictionnaires d'artistes de Bohumír Jan Dlabac (de), Johann Heinrich Füssli, Johann Georg Meusel, Benedikt Pillwein (de), notamment en faisant ainsi le portrait dythirambique de Bergler :

« Favorisé par la nature avec un talent artistique décidé, préparé heureusement pour l'art dès sa plus tendre jeunesse, formé en profondeur par une étude soutenue des chefs-d'œuvre antiques et plus récents, actif sans relâche, apprenant et pratiquant toujours, insensible aux attraits de la mode changeante, évitant soigneusement toute déviation des fausses manières, n'aspirant que vers le but où s'unissent la noblesse, la grandeur et la beauté, suivant la voie de la nature et de la vérité, guidé par les modèles de la classe, par son propre génie fécond et par sa tendre noblesse d'âme, examinant avec une scrupuleuse rigueur chacune de ses œuvres, notre montagnard ne devait-il pas accéder à un excellent niveau dans le temple des beaux-arts ? »

### Formation (1771-1784)

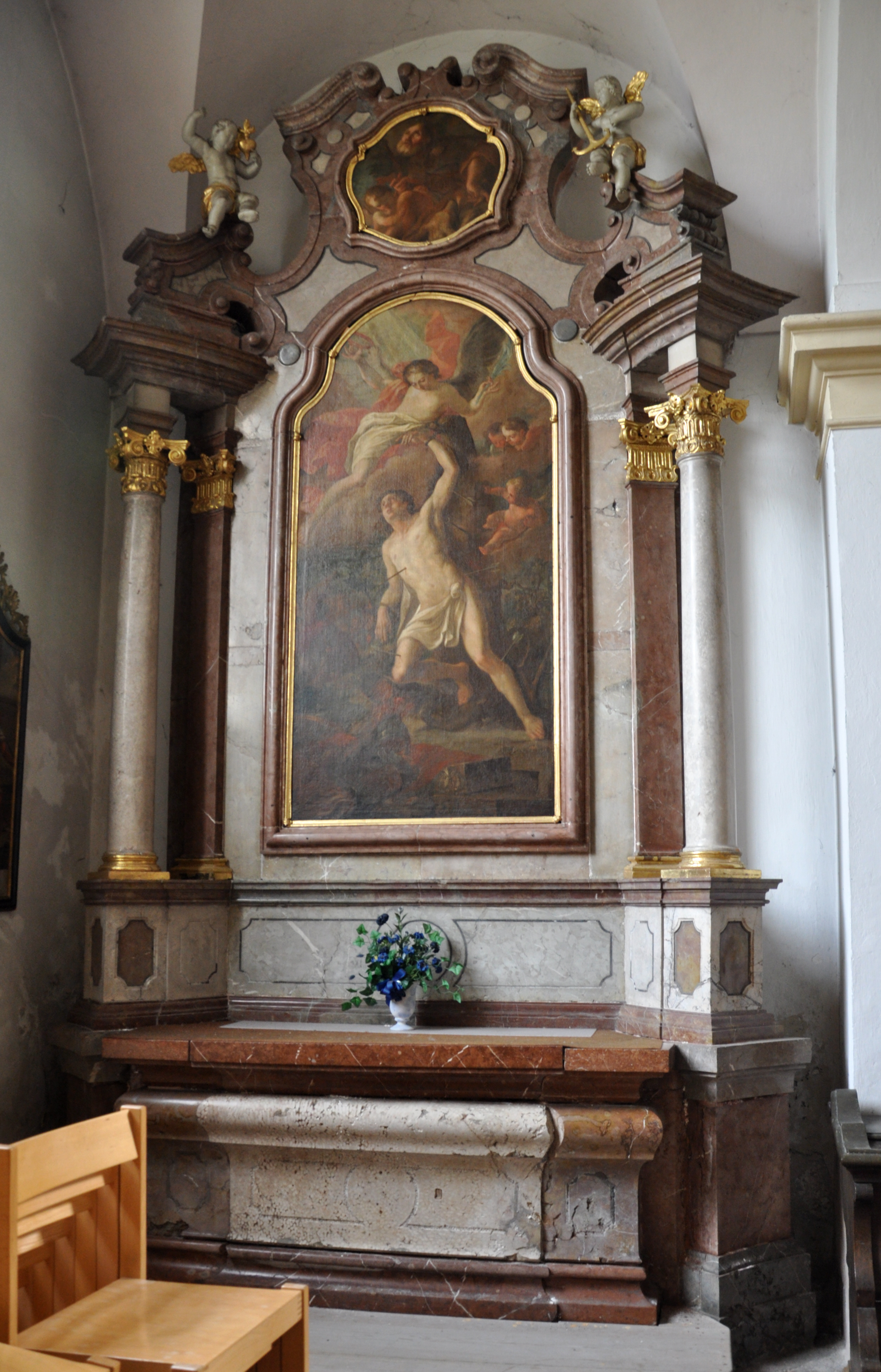
Saint Sébastien (1775, retable de l'Abbaye de Reichersberg, Haute-Autriche).

Pendant ses premières années (1771-1775), Josef Bergler a notamment peint le Sauveur crucifié (église Saint-Sauveur d'Ilz) ; trois tableaux dans l'église des Capucins : la Pentecôte, et deux représentations de saint François ; La Visitation d'Elisabeth et une pietà. Deux de ses tableaux de jeunesse se trouvent à Reichersberg et dans l'église paroissiale de Wegscheid.
Pour parfaire sa formation, Bergler produit beaucoup de copies d'après des maîtres. La « plus réussie de ces copies » est une Sainte Famille d'après Raphaël, offerte par l'artiste à son mécène à Passau, le comte Firmian.
Sa pièce d'académie, la peinture d'histoire — sa première — Samson prisonnier des Philistins, lui vaut la médaille d'or et le prix de 50 ducats. Le jury apprécie notamment l'organisation des figures dans sa composition. Selon Nagler, « la rondeur parfaite et le traitement extrêmement appliqué et léger de toutes les parties méritent les plus grands éloges ». Il loue les drapés et l'ornement des figures, ainsi que le rendu très vivant des visages, le traitement des mains et des pieds, ainsi que « l'arrière-plan vaste et somptueux bien pensé ». En revanche, si le jury regrette le traitement général du sujet, Nagler reproche le manque de contraste entre les différents personnages : ils ont tous le même ton carnal, ce qui nuit à l'harmonie de la composition,.

### Première période à Rome (1781-1786)
Il reçoit plusieurs commandes pour des églises et des amateurs d'art dont la plus importante est le retable La libération de saint Pierre du cachot par l'ange. Il peint aussi plusieurs portraits d'amis et de connaissances,.
Autres œuvres de la période :
- Sainte Marie
- Sainte Apolline
- Sainte Marie et l'Enfant avec de nombreux anges et agneaux (pour l'église principale de Marino)
- Pour un monastère de Marino :
  - Le bienheureux Caraccioli (retable)
  - Grand chapelle a fresco
  - Autel

### Deuxième période à Passau (1786-1800)
Pensionnaire comme peintre de cabinet du cardinal Auersberg, Joseg Bergler peint pour lui plusieurs tableaux dont deux toiles notables : La Nativité, un retable pour la chapelle d'un château de plaisance, et un tableau représentant la guérison du roi Ézéchias, à l'occasion d'une grave maladie du cardinal. Présentée à Jean-de-Dieu Soult avec la copie de la Sainte Vierge de Raphaël, le Maréchal montre toute son admiration pour ce deuxième tableau.
Nommé « duc de cour » par le comte Thun, Josef Bergler réalise les plus importantes huiles sur toile de son séjour à Passau. Nagler estime que leur « excellence est garantie par les esquisses encore existantes et le talent reconnu de leur maître ».
Œuvres réalisées à cette époque, :
- Église de la cour d'un comte de Fugger en Souabe :
  - La descente du Sauveur de la croix (tableau contenant de nombreuses figures ; l'un des premiers grands tableaux d'autel que Bergler a peint depuis son retour d'Italie)
- Église paroissiale de Wegscheid[b] :
  - Le Baptême du Christ, grand tableau d'autel pour l'église paroissiale de Wegscheid
  - Saint Joseph avec l'apparition de l'ange, retable pour le maître-autel
- Monastère de Fahrenbach (de) :
  - Saint Joseph mourant
  - Saint Benoît
- Six grands tableaux pour Schärding[b] :
  - La Nativité
  - Le Baptême
  - La Cène
  - La Résurrection
  - L'Ascension du Christ
  - L'Apparition du Saint-Esprit
- Dans une église paroissiale de l'autre côté de la rivière Inn : La Chute des anges indignes pour l'autel principal.
- Dans deux églises paroissiales en Haute-Autriche : les retables de Saint Ulrich et L'envoi du Saint-Esprit
- Pour Oesternberg :
  - La Nativité
  - Sauveur sur la croix avec la Madeleine penchée
- À Freinberg, deux tableaux d'autel :
  - Le baptême du Christ
  - Les saints frères et sœurs Willibald, Wunibald et Walburga
- Pour l'église paroissiale de Passau : Christ crucifié avec Marie-Madeleine, un très grand tableau
- Pour l'église paroissiale de Markt Zwisel en Bavière[b] :
  - Christ en croix
  - La Flagellation du Christ
  - Le Couronnement du Sauveur
  - Sainte Anne
- Dans une église filiale près de Regen :
  - Saint Sébastien
  - Saint Georges
- Pour Hainburg an der Donau, trois retables :
  - Saint Jacques majeur
  - Saint Joseph
  - Saint Jean de Nepomuck
- Pour un comte Starhemberg, un tableau d'autel :
  - Le Christ en tant que sauveur du monde (nombreuses figures secondaires symboliques)
- En plus de ces œuvres, Bergler a réalisé une multitude de petites peintures, de dessins et de portraits.

### Troisième période à Prague (1800-1829)

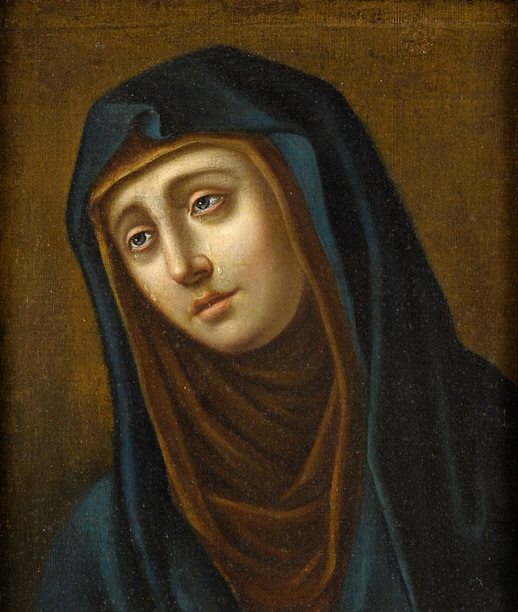
Mater dolorosa (1805, coll. priv.).

Quoique très occupé par ses responsabilités de professeur et directeur de l'Académie de Prague, Josef Bergler réalise un nombre important d'œuvres pendant son long séjour dans la ville. La lecture de la Bible, de La Messiade, d'Ossian, de Salomon Gessner, de l'histoire et des légendes tchèques inspirent à Bergler de nombreux sujets à peindre ou dessiner.
L'un de ses ouvrages les plus importants est son cycle entier de l'histoire de la Bohême, avec notamment trois grandes peintures à l'huile — Libuše au château de Vyšehrad arbitre la querelle des deux frères au sujet de l'héritage paternel ; Le Jugement féodal du duc Spytihněv II et La Délivrance de Charles IV à Pise par les valeureux chevaliers de Bohême, en particulier par les 3 Kolowrates — et 70 dessins,,. Il crée d'autres tableaux historiques, notamment Hermann et Thusnelda, un grand tableau de galerie d'après la bataille de Teutobourg et le poème de Klopstock qui s'en inspire,.
Un grand nombre de ses pièces de cabinets peintes à Prague sont devenues la propriété de la famille du comte Clam-Gallas (de), du comte Rudolph Czernin (de), de la princesse Kinský und Lobkowitz, de la comtesse Nostitz, Schönborn, etc..

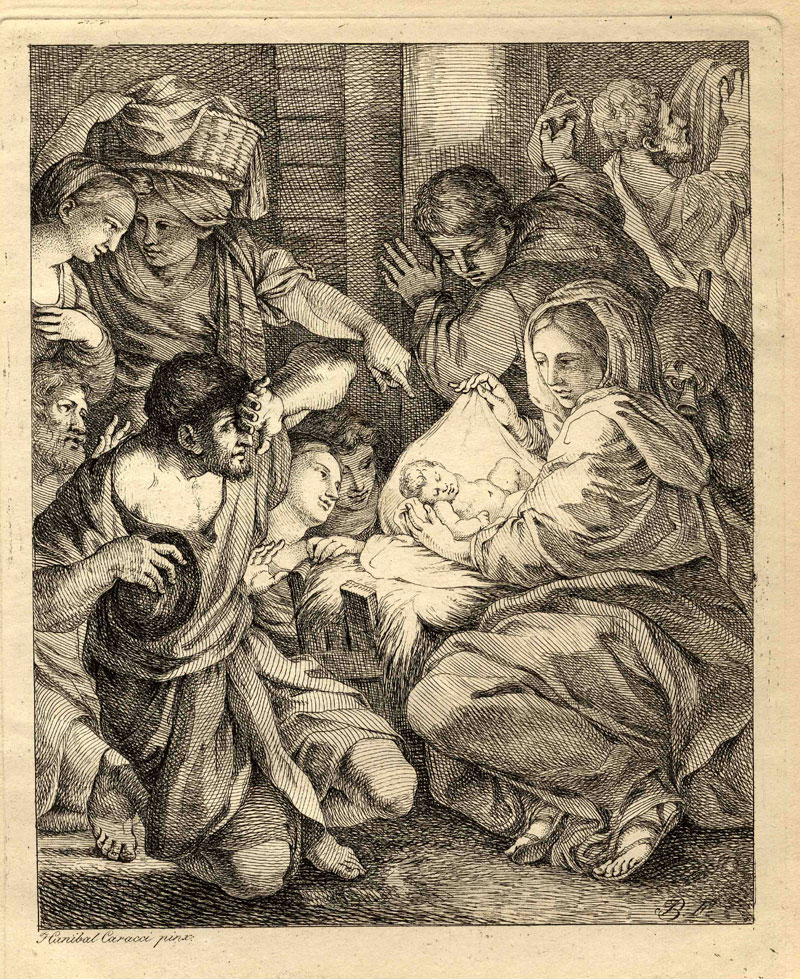
Bergers dans l'étable de Bethléem (XIXe siècle, Bibliothèque universitaire de Salzbourg).

Josef Bergler produit aussi une grande collection d'« excellentes » gravures originales sur cuivre, éditées en 5 cahiers de 20 grandes feuilles chacun, qui sont pour la plupart répertoriées par l'historien de l'art tchèque Bohumír Jan Dlabač (de),. Il reproduit ses portraits ainsi que des caricatures et des tableaux de genre au travers de gravures ; en tout, il produit plus de trois cents estampes.
Autres œuvres de la période :
- En République tchèque
  - Sanctuaire Notre-Dame-de-Lorette de Prague : Ascension de Marie
  - Couvent des nonnes barnabites de Hradčany (Prague) :
    - Saint Joseph
    - Sainte Thérèse

  - Église de garnison du camp de concentration de Theresienstadt : La Résurrection
  - Église de Josefov (Prague) : L'Ascension du Christ, deux très grands retables
  - Église de Jung Wossnitz [sic] :
    - Le Sauveur en croix avec Marie et Jean, sur le maître-autel
    - Saint Jean-Baptiste et Saint Jean de Nepomuck, sur deux autels latéraux

  - Église de Sedletín : Assomption de la Vierge Marie, très grand tableau d'autel principal
  - Église de Stružnice : Sainte Trinité, avec de nombreux anges
  - Église paroissiale de Bohnice (Prague) :
    - Saint Pierre et Saint Paul, sur le maître-autel
    - Christ en croix, sur un autel secondaire

  - Église paroissiale d'Altbudecz ou Kowar : Saint Pierre et Saint Paul
  - Église du château de la princesse Kinský à Budenice (cs) : Saint Venceslas enseignant à la jeunesse tchèque les devoirs du christianisme
  - Église de Budenice : Saint Isidore
  - Église de Dolní Chvatliny : Saint Pierre et Saint Paul
  - Église paroissiale du comte Kaspar Maria von Sternberg à Stupno (cs) : Saint Laurent
  - Église d'Unterklin : Saint Nicolas s'occupant de l'éducation des jeunes
  - Église du château de la comtesse Cavriani à Košátky : Saint François d'Assise
  - Église du château du comte Franz Thunn à Děčín : Saint Georges
- En Allemagne
  - Église de la seigneurie comtale F. Clam-Gallasischen à Horka (Allemagne) : Nativité
- En Autriche
  - Église du château comtal de G. Glam-Gallas à Grafenstein (Autriche) : Sauveur crucifié
- Pour l'étranger
  - Église paroissiale de Schärding : très grand retable avec de nombreuses figures représentant la Nativité
  - La Cène pour un particulier à Schärding
  - Église seigneuriale du comte J. Nostitz en Silésie : les quatre évangélistes Saint Matthieu, Saint Marc, Saint Luc et Saint Jean
  - Chanoine de Wimmer à Eichstätt : Saint Pierre et Saint Paul et Le Bon Pasteur, qui « méritent une mention spéciale »

### Conservation

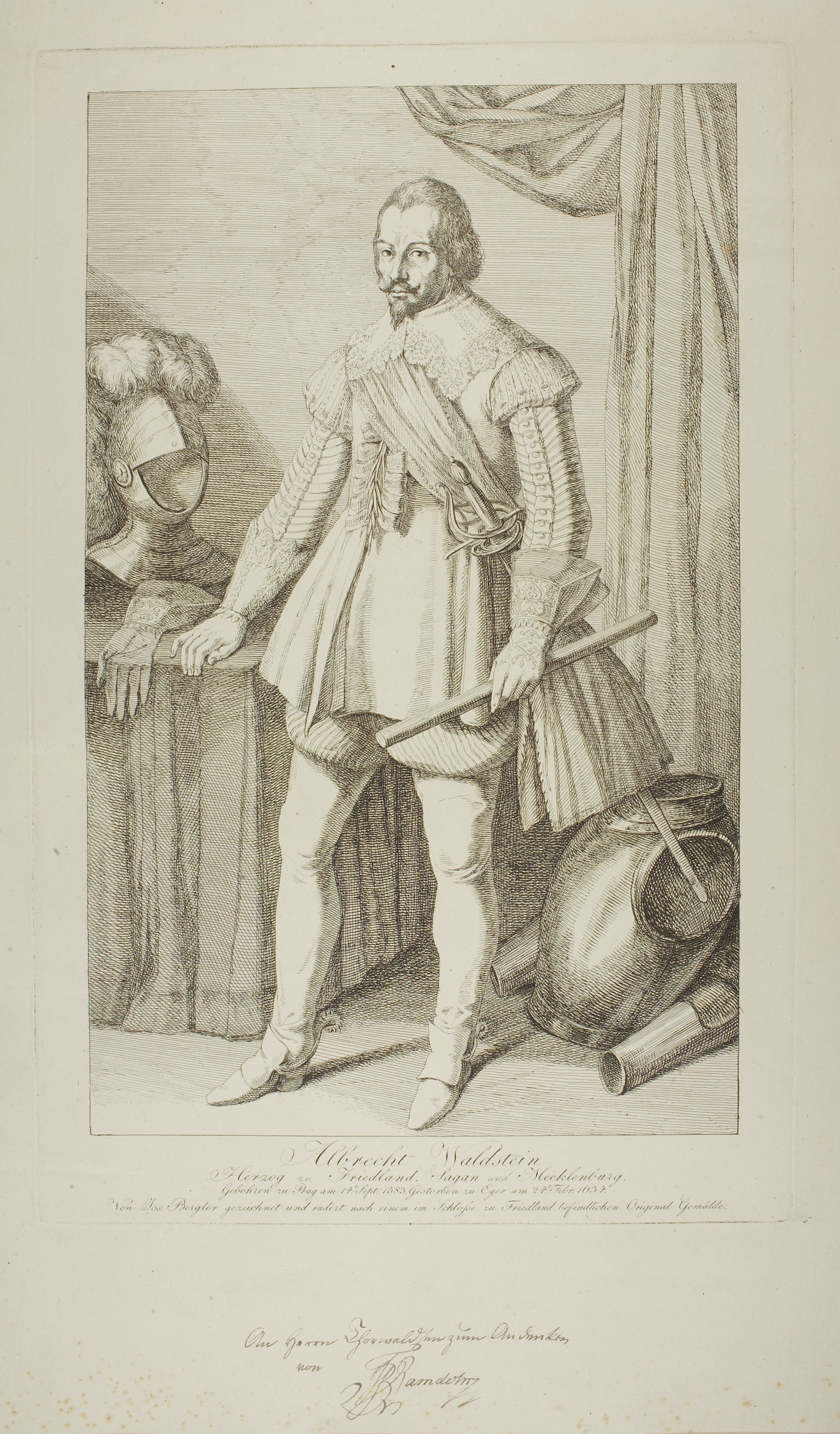
Albrecht Waldstein, hertug af Friedland og Mecklenburg (1820, Musée Thorvaldsen, Copenhague).

- Allemagne
  - Collection de peintures de l'État de Bavière (de), Munich[27]

- Danemark
  - Musée Thorvaldsen, Copenhague[28]

- États-Unis
  - Collection d'estampes de la New York Public Library, New York[réf. nécessaire]
  - Cooper–Hewitt, Smithsonian Design Museum, New York[29]

- France
  - Bibliothèque nationale de France, Paris[30]

- République tchèque
  - Galerie nationale de Prague, Prague[31]

- Royaume-Uni
  - British Museum, Londres[32]

- Russie
  - Musée de l'Ermitage, Saint-Pétersbourg[33]

- Suède
  - Nationalmuseum, Stockholm[34]